# Protium aidanianum
Protium aidanianum är en tvåhjärtbladig växtart som beskrevs av Douglas C. Daly. Protium aidanianum ingår i släktet Protium och familjen Burseraceae. Inga underarter finns listade i Catalogue of Life.